# Zdeslav Dukat
Zdeslav Dukat (Zagreb, 17. lipnja 1940. – Zagreb, 21. travnja 2012.) bio je hrvatski prevoditelj.

## Životopis
Rođen je u Zagrebu 17. lipnja 1940. godine. Školovao se u Zagrebu gdje je završio osnovnu i srednju školu. Diplomirao je na Pravnome fakultetu 1963. i zaposlio se kao odvjetnički vježbenik. Diplomirao je na studiju klasične filologije na Filozofskom fakultetu 1967. godine. Magistrirao je 1971. radnjom „Parry-Lordova teorija i suvremena homerologija”, a doktorirao 1974. tezom „Sofoklov tragički junak i Aristotelova Poetika”.
Radio je na Filozofskom fakultetu u Zagrebu od 1. siječnja 1968. kao asistent, a od 1976. kao docent. Od godine 1979. djelovao je kao izvanredni profesor, a od 1984. kao redoviti profesor. Akademske godine 1988./89. predavao je kao gostujući professor na Floridskom sveučilištu u Gainesvilleu. Jedno vrijeme radio je i u Državnom arhivu Hrvatske, a zatim u Institut za narodnu umjetnost. Od 1995. godine radio je kao profesor na Filozofskom fakultetu u Zadru te od 1999. do 2005. na Hrvatskim studijima Sveučilišta u Zagrebu.
Umro je u Zagrebu 21. travnja 2012. godine.

## Djela
Važnija su mu djela:
- Pseudo-Kalisten, Roman o Aleksandru, uvod, prijevod i objašnjenja
- Sofoklo: ogledi o grčkoj tragediji / Grčka tragedija
- Gramatika grčkog jezika
- Aristotel, O pjesničkom umijeću, prijevod i komentar
- Homersko pitanje
- Plutarh, Usporedni životopisi, I. – III.
- S. Schein, Smrtni junak, prijevod s engleskog
- Platon, Eros i filia
- Homer, Ilijada; Odiseja – Izbor iz Homera, predgovor, redigiran Maretićev prijevod
- Sofoklo, Kralj Edip/Antigona, predgovor i redigiran Racov prijevod
- Eshil, Okovani Prometej, predgovor i redigiran Račev prijevod
- Grčke tragedije / / Eshil, Sofoklo, Euripid, priredio Zdeslav Dukat; preveli Koloman Rac i Zdeslav Dukat
- Euripid, Elektra; Ifigenija među Taurijcima, preveo Koloman Rac
- Plutarh, Drevne izreke kraljeva i vojskovođa, Lakonaca i Lakonki, prijevod
- Albin Lesky, Povijest grčke književnosti, prijevod s njemačkoga
- Ernst Hans Gombrich, Kratka povijest svijeta za mlade, prijevod stihova

### Članci
- Sesardić, Neven. 2012. Moje sjećanje na Zdeslava. Kroatologija. Sveučilište u Zagrebu – Fakultet hrvatskih studija. Zagreb. 3 (1): 193–204